# Gavi (île)
Pour les articles homonymes, voir Gavi.
L' île de Gavi est une petite île de l'archipel des îles Pontines tout comme Ponza, Ventotene, Palmarola, Santo Stefano et Zannone. Située à 120 mètres de Ponza, elle s'étend sur une longueur d'environ 700 mètres et a une superficie de 0,14 km2.
Sur l'île se trouve une petite maison habitée par quelques personnes. Outre ces habitants, l'île compte quelques animaux endémiques, comme le lézard de Gavi qui vit seul sur l'île. On peut aussi rencontrer sur l'île divers souris, lapins et quelques scorpions.

## Sources
- (it) Cet article est partiellement ou en totalité issu de l’article de Wikipédia en italien intitulé « Isola di Gavi » (voir la liste des auteurs).